# Deniskóvitxi
Deniskóvitxi (en rus: Денисковичи) és un poble de l'óblast de Briansk, a Rússia, segons el cens del 2010 tenia 536 habitants. Pertany al districte de Zlinka.